# Stinger (NES-spel)
Moero TwinBee: Cinnamon-hakase wo Sukue! (もえろツインビー シナモン博士を救え! Moero Tsuin Bī: Cinnamon-hakase wo Sukue!?, Burn TwinBee: Rescue Dr. Cinnamon!), i Nordamerika känt som Stinger, är ett humoristiskt shoot 'em up-spel, utgivet av Konami till Family Computer Disk System 1986, till NES i Nordamerika 1987 och tilol Famicom i Japan 1993.

### Fotnoter
1. 1 2  ”Stinger”. NES DB. 1 mars 1986. Arkiverad från originalet den 11 mars 2015. https://web.archive.org/web/20150311182632/http://www.nesdb.se/game_more.php?id=1374&rid=1. Läst 28 juni 2014.